# Stirexephanes efferus
Stirexephanes efferus är en stekelart som först beskrevs av Tosquinet 1903.  Stirexephanes efferus ingår i släktet Stirexephanes och familjen brokparasitsteklar. Inga underarter finns listade i Catalogue of Life.